# Verden (Oklahoma)
Verden – miasto w Stanach Zjednoczonych, w stanie Oklahoma, w hrabstwie Grady.